# Peso

Groen: landen die de peso gebruiken.
Rood: voormalige landen die de peso gebruikten.

De peso is de munteenheid van een aantal landen:
- Argentinië: Argentijnse peso (ARS)
- Chili: Chileense peso (CLP)
- Colombia: Colombiaanse peso (COP)
- Cuba: Cubaanse peso (CUP)
- Dominicaanse Republiek: Dominicaanse peso (DOP)
- Filipijnen: Filipijnse peso (PHP)
- Mexico: Mexicaanse peso (MXN)
- Uruguay: Uruguayaanse peso (UYU)

Het is voormalig betaalmiddel in:
- Bolivia (1963–1988)
- Guatemala (tot 1925)
- Guinee-Bissau (1975–1997)
- Puerto Rico (1812-1898)

Het was ook een betaalmiddel in Spanje en de overzeese koloniën
Het Spaanse woord "peso" betekent gewicht. Spaans was in al deze landen (behalve Guinee-Bissau) de voertaal. De belangrijkste Spaanse munt gedurende de koloniale periode was een munt van acht realen: de peso de oro of het "(geld)stuk van acht" of de "Spaanse mat". De peso de oro woog 27 gram en was voor 92% van zilver. Deze peso stond ongeveer gelijk aan de dollar of thaler. Tot 1857 werd deze munt ook in de Verenigde Staten van Amerika geaccepteerd. De peso is meestal opgedeeld in 100 centavos.